# Tupilak (pjäs)
Tupilak är ett drama av Per Olov Enquist från 1993. Pjäsen har sin utgångspunkt i det så kallade Da Costa-fallet.
Manuset finns utgivet i två samlingar med Enquists dramatik - Tre pjäser 1994 och Dramatik I: Kammarspelen

## Uppsättningar
Urpremiären ägde rum på Dramatens Lilla  scen 1993 i regi av Pia Forsgren med Agneta Ekmanner i rollen som Senja.1994 regisserade Brigitte Kolerus pjäsen på Betty Nansen Teatret i Köpenhamn.Östgötateatern satte upp Tupilak 1995 med Pamela Holmberg som Senja, i regi av Voula Kereklidou.
| Roll            | Dramaten 17 december 1993  | Betty Nansen Teatret 1994 | Östgötateatern 7 februari 1995 |
| --------------- | -------------------------- | ------------------------- | ------------------------------ |
| Regi            | Pia Forsgren               | Brigitte Kolerus          | Voula Kereklidou               |
| Scenografi      | Charles Koroly             | Steffen Aarfing           | Michael Üebel                  |
| Kostym          | Charles Koroly             |                           |                                |
| Senja           | Agneta Ekmanner            | Kirsten Olesen            | Pamela Holmberg                |
| Modern          | Anita Björk/ Gunvor Pontén | Lily Weiding              | Inga Didong                    |
| K               | Göran Graffman             | Tommy Kenter              | Walter Norman                  |
| Förundersökaren | Jan Blomberg               | William Rosenberg         | Lars G. Wiberg                 |
| Mannen          | Per Myrberg                | Søren Spanning            | Leif Magnusson                 |